# Niklas Colliander
Niklas Colliander (* 7. Januar 1985 in Vantaa) ist ein ehemaliger finnischer Skilangläufer.

## Werdegang
Colliander, der für den Vantaan Hihtoseura startete, lief im Dezember 2005 in Vuokatti erstmals im Scandinavian Cup und belegte dabei den 111. Platz über 15 km klassisch und den 69. Rang im Sprint. Sein Debüt im Skilanglauf-Weltcup hatte er im März 2007 in Lahti, welches er auf dem 69. Platz im Sprint beendete. Im Januar 2009 holte er in Whistler mit dem 26. Platz im Sprint seine ersten Weltcuppunkte und erreichte mit dem dritten Platz im Sprint in Keuruu seine erste Podestplatzierung im Scandinavian Cup. Diese Platzierung wiederholte er im Dezember 2009 beim Sprint in Vuokatti. Im Jahr 2009 gewann er den Finlandia-hiihto über 50 km klassisch. Im März 2010 erreichte er mit dem achten Platz im Sprint in Drammen sein bestes Ergebnis im Weltcupeinzel. In der Saison 2011/12 errang er mit Platz drei über 15 km klassisch in Albu und Platz zwei im Sprint in Nes den 13. Platz in der Gesamtwertung des Scandinavian Cups. Bei den finnischen Meisterschaften 2012 in Imatra wurde er Zweiter über 50 km klassisch. In seiner letzten aktiven Saison 2012/13 kam er bei der Nordic Opening in Kuusamo auf dem 79. Platz. Sein letztes internationales Rennen lief er im Februar 2013 in Otepää. Dort wurde er Achter beim Tartu Maraton.